# Skandinavische Meile
Die skandinavische Meile (gelegentlich auch metrische Meile; norwegisch und schwedisch mil „Meile“, in Dänemark svensk mil „schwedische Meile“) ist eine in Norwegen und Schweden gebräuchliche, aber inoffizielle Längenmaßeinheit, die 10.000 Meter entspricht. Da es sich um keine SI-Einheit handelt, werden für Verkehrszeichen und Distanzangaben offiziell nur Kilometer genutzt.
In Dänemark ist die Verwendung hingegen nicht üblich. Anders als in Schweden und Norwegen, wo auch die vormetrische Meile rund 10 bis 11 Kilometer entsprach, stimmte die vormetrische dänische Meile mit der deutschen überein und entsprach „nur“ rund 7½ Kilometer. In Finnland wird die Meile selten verwendet.

## Geschichte
Bis 1649 hatte jede schwedische Landschaft eine eigene Einheit Meile, deren Längen sich deutlich unterschieden. Ab diesem Zeitpunkt wurde die Meile der Landschaft Uppland eingeführt, die mit 10.673 Metern etwas länger als die heutige Meile war. 
Ab 1814 waren Schweden und Norwegen in einer Personalunion vereint.
Vor der Einführung der metrischen Meile war die „Landmeile“ mit einer Länge von 36.000 Fuß auch in Norwegen offizielle Längenmaßeinheit, aber die tatsächliche Länge war aufgrund der unterschiedlichen Definitionen des Fußes 11.295 m in Norwegen und 10.688 m in Schweden.
Die metrische Meile von 10.000 m wurde 1889 im Zuge der Umstellung auf das metrische System in Schweden-Norwegen eingeführt.

## Heutige Verwendung
In Schweden wird die Einheit oft für längere Strecken, vor allem im Zusammenhang mit Automobilen und Autofahrten, verwendet. So werden Laufleistungen von Autos meist in Meilen angegeben, und die Angabe für den Kraftstoffverbrauch von Autos wird üblicherweise in Liter pro Meile gemacht. Straßenschilder und Geschwindigkeitsbegrenzungen in Schweden und die Tachometer schwedischer Autos sind jedoch in Kilometern ausgeführt.
Im Breitensport findet die Meile ebenso Anwendung. Im Langstreckenlauf ist die Meile eine übliche Distanz (wie die 10 Meilen lange Solastafette zwischen Göteborg und Karlstad), und zahlreiche Läufe tragen die Meile auch in ihrem Namen (z. B. der Frauenlauf Tjejmilen in Stockholm).
Auf der Grenze zwischen Dalarna und Värmland liegt der Tiomilaskog, der Zehnmeilenwald, ein Waldgebiet von rund hundert Kilometer Ausdehnung.
In Norwegen ist die Meile mehr umgangssprachlich und findet schriftlich wenig Anwendung.

## Vorgängereinheiten

### Dänemark
Dänische Meile
- 1 dänische Meile = 2.400 dänische Ruten = 24.000 dänische (= preußische) Fuß = 7.532 Meter

### Finnland
Finnische Meile, ursprünglich mit der schwedischen Meile identisch
- 1 finnische Meile = 10.670 Meter

### Norwegen
Norwegische Meile ab 1818
- 1 norwegische Meile = 18.000 norwegische Ellen = 36.000 norwegische Fuß = 11.286 Meter (zuvor 11.295 Meter)

### Schweden
Schwedische Meile
- 1 schwedische Meile = 6.000 schwedische Faden (Klafter; schwedisch famnar) = 36.000 schwedische Fuß = 10.689 Meter (womit 10,3778 Meilen auf 1 Äquatorgrad kommen)